# Йамассум, Нагум
Нагум Йамассум (фр. Nagoum Yamassoum; род. 1954, Шари-Багирми, Французский Чад) — чадский политический и государственный деятель, премьер-министр Чада (12 декабря 1999 — 13 июня 2002), министр образования, культуры и иностранных дел (2003—2005). судья. Доктор политологии.

## Биография
Изучал дипломатию и управление международными организациями в Университете Бордо. Получил докторскую степень по политологии там же. Работал деканом факультета экономики, права и менеджмента Университета Нджамены.
В 1996 году руководил предвыборной кампанией президента Идриса Деби. Член Патриотического движения спасения.
Служил чиновником Министерства планирования и сотрудничества Чада, позже занимал должность министра образования и культуры.
Возглавлял Конституционный совет (национальный конституционный суд).
В 1999—2002 годах занимал пост премьер-министр Чада. С 24 июня 2003 по 8 августа 2005 года возглавлял Министерство иностранных дел и африканской интеграции Чада.
С ноября 2007 года возглавлял углеводородную компанию Societe des Hydrocarbures du Tchad. До 2011 года был генеральным секретарём Патриотического движения спасения.
В 2019—2023 годах — первый председатель созданной Комиссии по надзору за финансовым рынком Центральной Африки.